# Francis Duranthon
Francis Duranthon, né le 18 septembre 1961 à Villefranche-de-Rouergue, est un paléontologue français, docteur en paléontologie des vertébrés, conservateur en chef et directeur du Muséum de Toulouse depuis le 1er janvier 2011. Depuis 2018, il assure par ailleurs la direction des musées de la ville de Toulouse.

## Biographie
Francis Duranthon, passionné très tôt par la paléontologie, fait ses études de géologie à l'université Toulouse-III-Paul-Sabatier, puis est diplômé de l'École pratique des hautes études en 1990. En 1982, lorsqu'il entre au Muséum d'histoire naturelle de Toulouse, il est alors le plus jeune (21 ans) conservateur de musée de France. En poste au musée où il a la charge des collections de paléontologie, il rédige sa thèse et obtient le grade de docteur en paléontologie, puis une habilitation à diriger les recherches en muséologie.
Animateur de télévision reconnu, il a animé durant de nombreuses années l'émission Bonjour l'ancêtre (26 minutes, 146 numéros) ou Les dessous de la Terre, alliant vulgarisation et rigueur scientifique, sur France 3, France 5 et la chaîne câblée Régions. Il est également intervenu comme chroniqueur dans les émissions Vent Sud et C'est mieux le matin. De 1997 à 2001 (Bonjour l'ancêtre, Les dessous de la terre), puis de 2004 à 2008 (Bonjour la question), il anime une série d'émissions pour les chaînes France 3, France 5 et Régions, en collaboration notamment avec le réalisateur toulousain Jacques Mitsch. En 2012, c'est encore avec ce dernier qu'il coécrit, pour Arte, un documentaire sur la course à la recherche paléontologique durant la conquête de l'Ouest et réalise une série de petits programmes courts, pour France 3, où il présente différents objets des collections du Muséum d'histoire naturelle de Toulouse.
Il participe à de très nombreuses conférences dans le sud de la France, d'où il est originaire, et a été l'instigateur de nombreuses campagnes de recherche en France (Montréal-du-Gers, Sansan) et à l'étranger (Égypte, Pakistan, Mozambique, Mongolie, Afrique du Sud, Pérou...). Il enseigne par ailleurs la paléontologie, l'évolution et l'histoire des sciences dans plusieurs établissements d'enseignement supérieur. Depuis 2006, il préside le Conseil scientifique régional du patrimoine naturel (CSRPN) de Midi-Pyrénées et assure des missions d'expertise géologique et paléontologique. Il fait également partie de la Conférence permanente du patrimoine géologique, instance de réflexion créée par le Ministère de l'Écologie, du Développement durable et de l'Énergie.
Vulgarisateur reconnu, il a publié une série d'ouvrages sur les dinosaures, les fossiles et les minéraux chez Milan, Nathan et Bréal, EDP Sciences. Il consacre une grande partie de son temps à la vulgarisation de la paléontologie, et a notamment fait paraître  Histoires de mammifères et Histoires de dinosaures, livres à l'approche scientifique simple mais rigoureuse.
Il organise et participe par ailleurs à de très nombreuses conférences et colloques sur la paléontologie et l'histoire des sciences.
À Toulouse, il a notamment participé aux fouilles durant les travaux de la station de métro « La Vache », au niveau de laquelle ont été découverts de nombreux ossements, parmi lesquels une tortue et un rhinocéros, datant de 24 millions d'années. À Montréal-du-Gers, il dirige depuis sa découverte en 1992 des campagnes annuelles de fouilles sur un important gisement de fouilles datant de 17 millions d'années. Des milliers d'ossements et de dents sont récoltés. La faune comprend 90 espèces de vertébrés, allant de la taille d'une souris à celle d'un éléphant. L'ensemble constitue un instantané, une sorte de photographie de la vie animale dans cette région de la Gascogne, voici 17 millions d'années. Y a notamment été décrit pour la première fois l'espèce Ampelomeryx ginsburgi, sorte de cerf-girafe.
Le 1er janvier 2011, Francis Duranthon est nommé directeur du Muséum de Toulouse, établissement de la ville de Toulouse et plus important musée d'histoire naturelle de France après le Muséum national d'histoire naturelle. En 2018, en parallèle de ses fonctions, il prend la tête de la nouvelle direction des musées de la ville de Toulouse, constituée sous le mandat de Jean-Luc Moudenc et dont il a été le préfigurateur.

## Publications
- Minéraux du monde, Éditions Milan, 1998  (ISBN 2-84113-662-0)
- Toute l'histoire de la vie, Éditions Nathan, 2001  (ISBN 2-09-240451-2)
- Roches et minéraux, Éditions Milan, rééd. 2003  (ISBN 2-7459-1016-7)
- Histoires de dinosaures, Éditions Bréal, 2004  (ISBN 2-7495-0071-0)
- Les dinosaures et leurs cousins, Éditions Milan, rééd. 2004  (ISBN 2-7459-1589-4)
- Fossiles d'Europe, Éditions Milan, rééd. 2005  (ISBN 2-7459-1619-X)
- CD Histoires de dinosaures, Éditions De Vive voix, 2005  (ISBN 2-84684-056-3)
- Histoires de mammifères, Éditions Bréal, 2006  (ISBN 2-7495-0552-6)
- Minéraux, roches et fossiles, Éditions Milan, 2009  (ISBN 978-27459-4074-2)
- Muséum de Toulouse, Des aventuriers pour la science (avec S. Mendieta), Éditions Privat, 2015  (ISBN 9782708982260)
- Voyage d'un grain de sable (avec P. de Wever), Éditions EDP sciences, 2015  (ISBN 9782759811830)
- La valse des continents (avec P. de Wever), Éditions EDP sciences, 2015  (ISBN 9782759811823)
- Le monde des dinosaures, Éditions Privat, 2021  (ISBN 978-2-7089-8838-5)
- Construire avec la nature, de la roche au bâti, (avec P; de Wever, P. Graviou, J-M Pelé, B. David), 2024, Éditions Belin  (ISBN 9782410028577)

Ces ouvrages sont pour la plupart disponibles dans plusieurs langues.

## Filmographie
- La ruée vers l'os - 52 minutes - Un film de Jacques Mitsch, écrit par Francis Duranthon. Production La compagnie des taxi-brousse, Arte France et France télévisions, 2012.
- Émission Bonjour l'ancêtre - 26 min - (146 numéros) - Auteur, animateur.
- Émission Les dessous de la terre - 26 min - (110 numéros) - Auteur, animateur.
- Émission Bonjour la question - 3 min - (60 numéros) - Auteur, animateur.
- Émission Avant il y avait la mer - 3 min - (24 numéros) - Auteur, animateur.
- Chroniqueur pour le magazine Vent Sud
- Chroniqueur pour le magazine C'est mieux le matin

## Récompenses et distinctions

### Décorations
- Chevalier de l'ordre national du Mérite (2018)[7].
- Chevalier de l'ordre des Palmes académiques (2018)
- Chevalier de l'ordre des Arts et des Lettres (17 octobre 2022)[8].

### Récompenses
- Membre titulaire de l'Académie des sciences, inscriptions et belles-lettres de Toulouse[9] (2012)